# Gingivitis
La gingivitis és la forma lleu de la malaltia periodontal, les genives sagnen fàcilment però no es produeix gairebé dolor. Afecta fins al 75% dels joves entre 20 i 25 anys però és encara reversible amb tractament mèdic i higiene dental acurada.
Si es deixa a la seva evolució progressa a una periodontitis.